# اینفینیتی کیوایکس

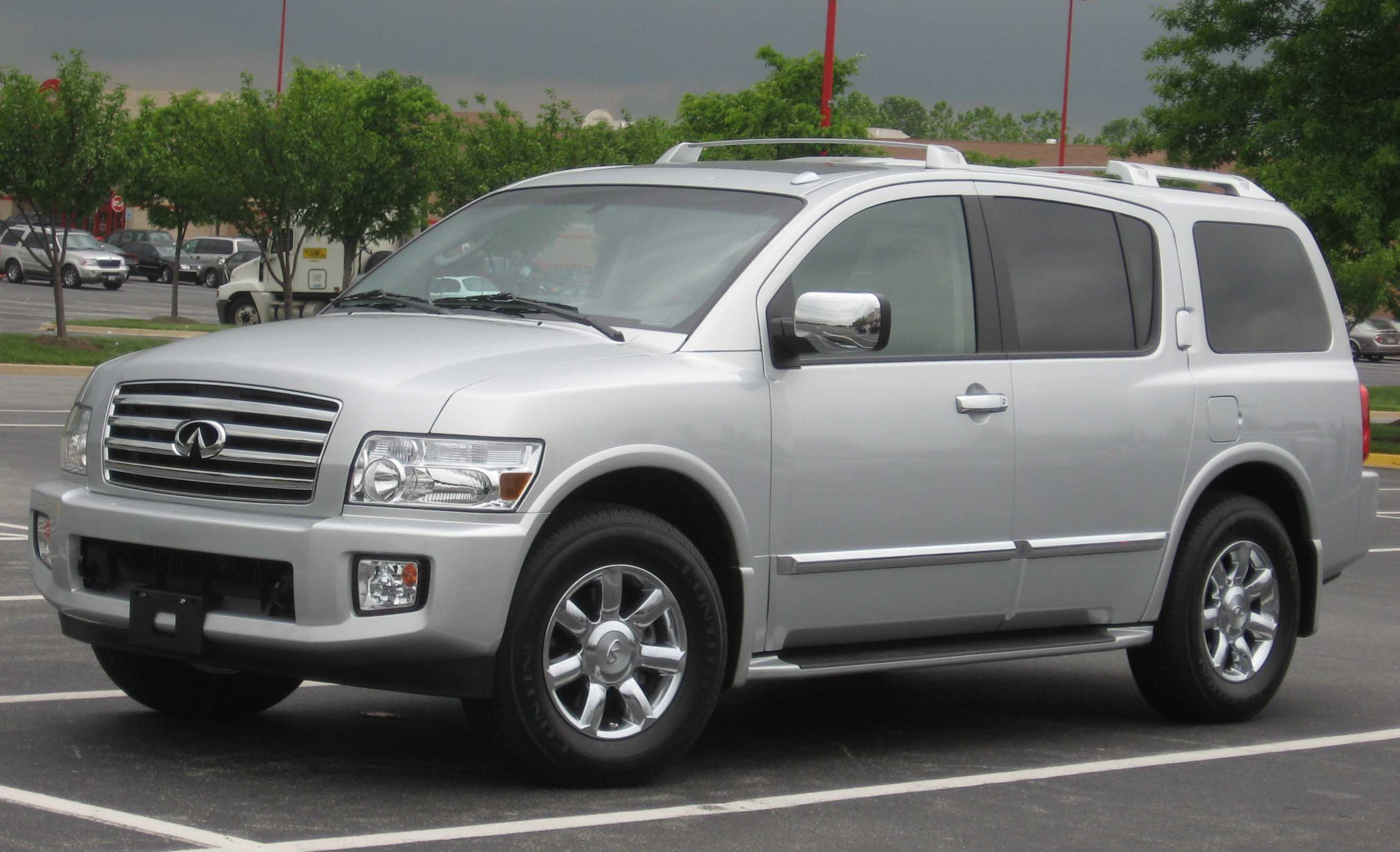

اینفینیتی کیوایکس (Infiniti QX) خودرویی است که از سال ۲۰۰۴–کنون (QX۵۶)۱۹۹۷ تا ۲۰۰۳ (QX۴)تولید شده‌است.